# Magnesia am Sipylos
Magnesia am Sipylos (altgriechisch Μαγνησία ἡ ὑπὸ Σιπύλῳ; lateinisch Magnesia ad Sipylum) war eine antike Stadt in der kleinasiatischen Landschaft Lydien an der Stelle des heutigen Manisa in der Türkei. Sie lag am nördlichen Fuß des Sipylos-Gebirges und am Ufer des Flusses Hermos.
Die Schlacht bei Magnesia im Jahr 190 v. Chr. zwischen der Römischen Republik im Bund mit König Eumenes von Pergamon auf der einen Seite und Antiochos III. dem Großen, dem König des Seleukidenreiches, auf der anderen Seite endete mit einem römischen Sieg und führte 188 v. Chr. zum Frieden von Apameia.
Magnesia war später eine freie Stadt in der römischen Provinz Asia. 17 n. Chr. richtete ein Erdbeben schwere Schäden an, worauf der Kaiser Tiberius finanzielle und organisatorische Hilfe für den Wiederaufbau organisierte.